# Edward Moody McCook

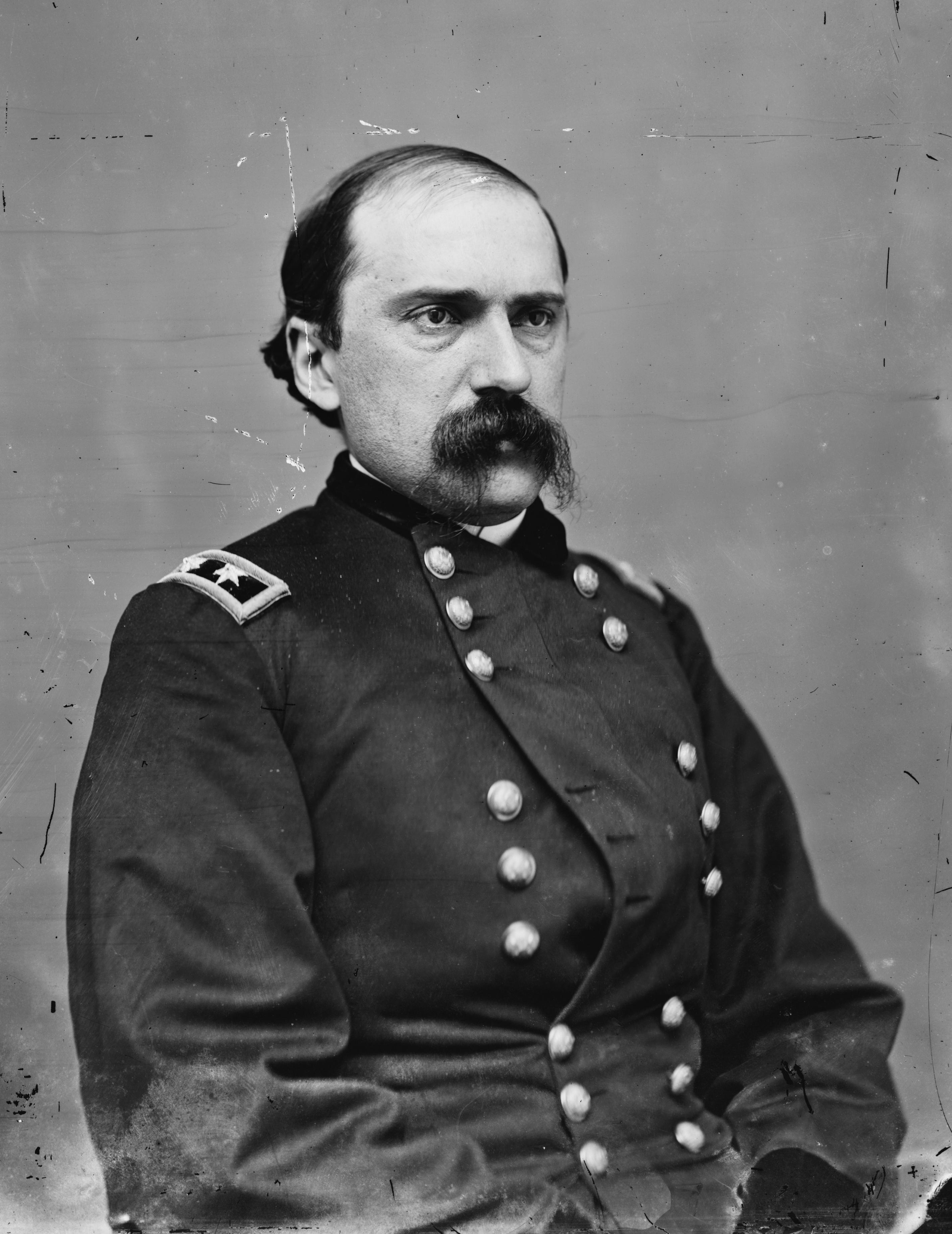
Generalmajor Edward Moody McCook

Edward Moody McCook (* 15. Juni 1833 in Steubenville, Ohio; † 9. September 1909 in Chicago, Illinois) war Rechtsanwalt, General des US-Heeres, zweimaliger Gouverneur des Colorado-Territoriums und erfolgreicher Geschäftsmann.

## Frühes Leben
McCook wurde in eine Offizierfamilie hineingeboren. Vier seiner Brüder und zehn Vettern dienten als Offiziere im Bürgerkrieg und außer ihm erreichten noch fünf weitere Familienmitglieder in diesem Krieg einen Generalsrang. Der junge McCook zog 1848 von Ohio nach Colorado und 1849 weiter in das Kansas-Territorium. Dort ließ er sich als Rechtsanwalt nieder und wurde 1859 in das territoriale Repräsentantenhaus gewählt.

## Im Sezessionskrieg
Zu Beginn des Sezessionskriegs 1861 begab sich McCook nach Washington, D.C. und arbeitete kurzzeitig als Geheimagent für die Unionsregierung. Seine Aufgabe war die Beschaffung militärisch wichtiger Informationen. Bald darauf trat er als Leutnant in die Kavallerie des regulären US-Heeres ein. Wenig später wurde er Hauptmann der Freiwilligen und diente als solcher in einem Kavallerieregiment aus Indiana. Mitte 1862 hatte McCook den Rang eines Obersten erreicht und kommandierte eine Kavalleriebrigade in der Schlacht bei Perryville. In der Schlacht am Chickamauga befehligte McCook bereits eine Division der Unionstruppen.
Am 27. April 1864 wurde McCook zum Brigadegeneral der Freiwilligen ernannt und mit dem Kommando über eine Kavallerie-Division der Cumberland-Armee betraut. Während des Atlanta-Feldzuges war er im Juli 1864 mit den ihm unterstellten 3.600 Kavalleriesoldaten unter dem Kommando von George Stoneman an der Zerstörung von Eisenbahnlinien im Rücken der konföderierten Truppen beteiligt. Ein weiteres Ziel der Division war die Befreiung von 32.000 gefangenen Unionssoldaten aus dem konföderierten Kriegsgefangenenlager Camp Sumter. Dies gelang jedoch nicht, da McCooks Truppen von der konföderierten Kavallerie unter Joseph Wheeler in der Schlacht bei Browns Mill nahe Newnan, Georgia geschlagen wurden. Die Verluste der Union betrugen 950 Männer, 1200 Pferde und zwei Geschütze. Während dieser Kavallerieaktionen in Georgia geriet McCook in den Ruf, Plünderungen zivilen Eigentums durch seine Soldaten zu dulden und diese sogar zu solchen Übergriffen zu ermuntern. Nach der Einnahme Atlantas wurde McCooks Kavalleriedivision nach Tennessee verlegt, um dort Generalmajor George H. Thomas bei der Bekämpfung der Tennessee-Army unter General John Bell Hood zu unterstützen. Im Verlauf des Franklin-Nashville-Feldzuges zeichnete McCook sich besonders aus.
Im März und April 1865 kommandierte McCook eine Division in Wilsons Raid durch Alabama und Georgia sowie in der Schlacht um Selma, in der die konföderierte Kavallerie unter dem Kommando von Nathan Bedford Forrest geschlagen wurde. Anfang Mai wurde McCook beauftragt, die Kontrolle der Unionsregierung über Florida herzustellen. Nachdem sich Floridas konföderierter Gouverneur John Milton lieber selbst erschossen hatte, als sich den Unionstruppen zu ergeben, kapitulierten am 13. Mai 1865 die letzten Verbände der Konföderierten in Florida vor McCook. Am 20. Mai 1865 verlas McCook in Tallahassee die Emanzipations-Proklamation Präsident Lincolns, womit die Sklaverei in Florida de facto ihr Ende fand. Am selben Tag hissten seine jubelnden Männer die US-Flagge über dem Kapitol von Florida.
Bald darauf wurde McCook zum Brevet-Generalmajor der Freiwilligen ernannt und wurde von seinem Vorgesetzten James H. Wilson ausdrücklich gelobt.

## Nach dem Sezessionskrieg
1866 schied McCook aus dem Heer aus. Präsident Andrew Johnson ernannte ihn noch im selben Jahr zum US-Botschafter im Königreich Hawaiʻi. Diesen Posten hatte er bis 1869 inne. Danach half McCook beim Aufbau des Colorado-Territoriums und wurde von Präsident Ulysses S. Grant zweimal zum Gouverneur dieses Territoriums bestellt. Während seiner Zeit als Gouverneur unterzeichnete McCook die Gründungsurkunde der heutigen Colorado State University und er war einer der ersten US-Gouverneure, die sich für die Einführung des Frauenwahlrechts starkmachten. 1872 war McCook Mitglied des Republican National Committee, des Organisationsgremiums der Republikanischen Partei.
Nach dem Auslaufen seiner zweiten Amtszeit als Gouverneur im Jahr 1875 wandte sich McCook diversen privaten Unternehmungen zu. Durch geschickte Investitionen in Grundstücksgeschäfte, Bergbauunternehmen und Telefongesellschaften machte er ein Vermögen.
McCook verstarb am 9. September 1909 in Chicago. Er wurde auf dem Union Cemetery in Steubenville begraben. Die Stadt McCook in Nebraska wurde nach ihm benannt.